# Madonna di Rovezzano
La Madonna col Bambino in trono e due angeli (o Madonna di Rovezzano) è un dipinto tempera su tavola del Maestro di Rovezzano, databile al 1200-1210 circa e conservato nella chiesa di Sant'Andrea a Rovezzano a Firenze.

## Descrizione e stile
L'opera, in ottimo stato di conservazione, è tra le prime pitture di scuola fiorentina conosciute. Si tratta della più antica Madonna in trono del genere conservata in area fiorentina, ispirata sicuramente a icone bizantine e facente poi da modello per numerose opere simili, del Maestro del Bigallo, del Maestro di Greve, ecc.
La Vergine troneggia sporgendo con la testa e l'aureola oltre i confini della tavola rettangolare. Maria è raffigurata su un trono stilizzato, composto da un vaporoso cuscino appoggiato su una base lignea a più strati. La posizione di Maria e del figlio in grembo è estremamente frontale, ieratica, con due angeli ai lati che riempiono gli angoli della tavola ed accrescono il senso di simmetria. Il panneggio, di derivazione antica filtrata dall'arte bizantina, è increspato con rigidità, creando una sorta di "origami" bidimensionale, che però non manca di evidenziare, anche con una certa forza, dettagli anatomici del corpo di Maria, soprattutto la posizione le ginocchia leggermente divaricate e asimmetriche. Il volto della Vergine è incorniciato da una serie di pieghette simmetriche del velo, che si ritrovano in tutta la produzione locale della prima metà del Duecento.
Gesù Bambino è sospeso in grembo a Maria senza peso, perfettamente in asse centrale e nella veste di un antico filosofo, sottolineato anche dal rotolo rosso che tiene nella sinistra. Dal mantello bianco egli tira fuori un braccio benedicente, il cui gomito resta fasciato.
Gli angeli sono longilinei e aggraziati, con leggere differenze nelle fisionomie. Ai lati di essi si trovano lettere greche che simboleggiano i nomi di Maria e Cristo.

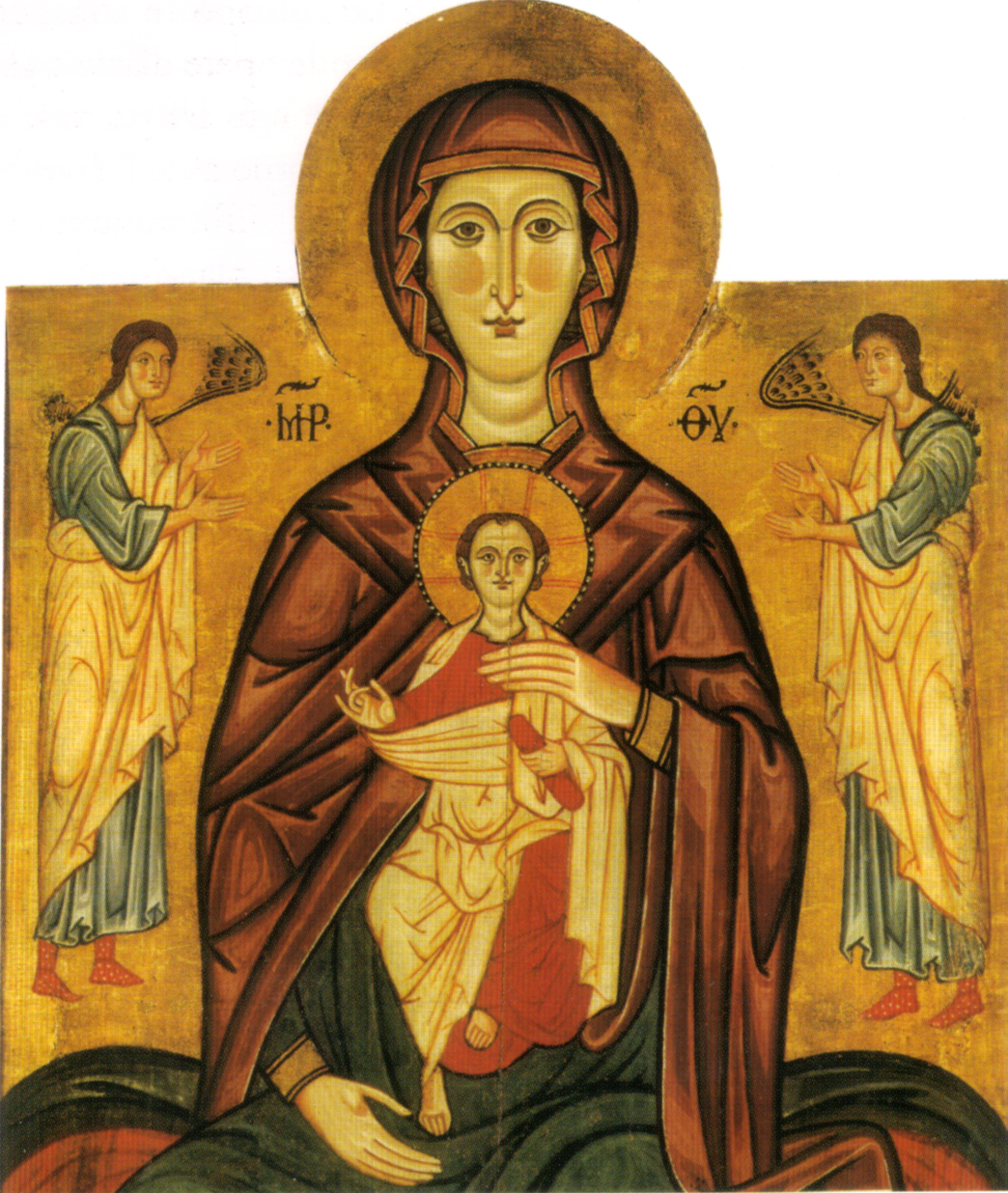
Dettaglio